# 叶景亮
叶景亮（1951年2月16日—），湖北应山人，汉族，中国人民解放军军事将领、第十一届全国人民代表大会山西地区代表。
毕业于中国社会学院社会学，是中共党员。1996年11月任武警总部装备部部长。2003年5月任武警山西总队总队长。同年7月晋升武警少将警衔。2008年起担任全国人大代表。2009年5月退役。